# Gateshead
Gateshead este oraș și un Burg Metropolitan în cadrul Comitatului Metropolitan Tyne and Wear în regiunea North East England. Pe lângă orașul propriu zis Gateshead, mai conține și orașele Rowlands Gill, Felling, Whickham, Blaydon, Ryton, Pelaw, Dunston și Low Fell.